# Międzynarodowy Festiwal Filmowy Cinema Jove
Międzynarodowy Festiwal Filmowy Cinema Jove (hiszp.: Festival Internacional de Cine Cinema Jove) – festiwal filmowy odbywający się w Walencji w Hiszpanii od 1986 roku.